# Mixorthezia gigantea
Mixorthezia gigantea är en insektsart som beskrevs av Konczné Benedicty och Kozár in Kozár 2004. Mixorthezia gigantea ingår i släktet Mixorthezia och familjen vaxsköldlöss.
Artens utbredningsområde är Ecuador. Inga underarter finns listade i Catalogue of Life.